# Tapso
Tapso är en ort i Argentina.   Den ligger i provinsen Santiago del Estero, i den norra delen av landet, 1 000 km nordväst om huvudstaden Buenos Aires. Tapso ligger 431 meter över havet och antalet invånare är 882.
Terrängen runt Tapso är platt. Runt Tapso är det mycket glesbefolkat, med 6 invånare per kvadratkilometer.. Det finns inga andra samhällen i närheten.
I omgivningarna runt Tapso växer i huvudsak lövfällande lövskog.